# اسروشنه
اُسروشَنِه (نام‌های دیگر: استروشن، اشروسنه، سروشنه، ستروشنه) ولایتی کهن در تاجیکستان کنونی بوده‌ است.

## موقعیت جغرافیایی
این ولایت، در شمال با چاچ و بخشی از فرغانه و در جنوب با بخشی از کش، چغانیان، شومان و اشجرد همجوار بود. در خاور اشروسنه، بخشی از فرغانه و فامر و در باختر آن سمرقند قرار داشت.

## تاریخ
گویا در حدود سده هفتم پیش از میلاد، یکی از شاخه‌های شمالی سغدیان، که در سرزمین هموار کران چپ سیر دریای میانه نشیمن داشتند، اسروشنه را بنا نهادند.
آنگونه که از نقش برجسته‌های تخت جمشید، شوش و نقش رستم برمی‌آید، اسروشنه در روزگار شهریاری خشایارشا هخامنشی فرمانگزار هخامنشیان شد. فرمانروایان اسروشنه لقب افشین داشتند و در بومجکث، مرکز اسروشنه فرمانروایی می‌کردند.
همچنین، خیدر پسر کاووس شاهزاده اشروسنه که با نام افشین شناخته شده است و از شخصیت‌های نامدار تاریخ ایران در سده‌های نخستین پس از تسلط خلفای عباسیان بر ایران بوده است؛ اهل اشروسنه، کوهستانی مابین سمرقند و خوقند (و یا خوجنده) بوده است.

## ریشه نام
دربارهٔ ریشه نام اسروشنه افسانه‌ای به جا مانده‌است. در این افسانه بیماری روشن‌نام که دختر داریوش هخامنشی بود، در آب و هوای خوش اسروشنه بهبودی یافت؛ بنابراین اسروشنه، جایی که روشن در آن سکنی گزیده، معنا شده‌است.
برخی معنای این واژه را، همیشه روشن باش، دانسته‌اند و ریشه آن را در دین زردشتی و یکی از ایزدان این دین با نام رشن جسته‌اند که در اوستا، ایزد دادگری بوده و ایزد رشن در سغد و اسروشنه بسیار نامدار بوده‌است. ریشه این واژه را در زبان‌های هند و ایرانی نیز جسته‌اند.

## افشین
به حاکمان اسروشنه افشین می گفتند. حمزه اصفهانی مورخ قرن سوم در شرح دیوان ابونواس می گوید:

شاهنشاهان ایران روا می‌داشتند که هر یک از شاهان اطراف خود را به نامی که بدان مشهورست  بخوانند و مثلا هر که را که شاه بامیان بود شیر می‌گفتند و هر که را شاه مرو بود کنارنگ می‌گفتند و شاه دماوند را مصمغان و شاه گرگان را صول (چول) و شاه طبرستان را بدشخواگرشاه و شاه اسروشنه را افشین و شاه سغد و فرغانه را اخشید  می گفتند و می گفتند: اخشید سغد و اخشید فرغانه و شیر بامیان و کنارنگ مرو و افشین اسروشنه.